# Linia kolejowa Leipzig Hbf – Leipzig-Connewitz
Linia kolejowa Leipzig Hbf – Leipzig-Connewitz – dawna zelektryfikowana dwutorowa magistrala kolejowa w Niemczech, w kraju związkowym Saksonia. Łączyła dworce kolejowe Leipzig Hauptbahnhof i Leipzig-Connewitz, gdzie łączyła się z magistralą Leipzig – Hof. Obecnie na odcinku Leipzig Hbf – Leipzig-Stötteritz jest zamknięta od listopada 2012.